# آمازون پرایم ویدئو
پرایم ویدئو یکی از خدمات شرکت اینترنتی آمازون است که همکاری گسترده‌ای با فیلمسازان دنیا دارد این شرکت خدمات خود را در ایالات متحده آمریکا، انگلستان، ژاپن، اتریش، آلمان آماده کرده است و به زودی هند از خدمات این شرکت نیز بهره‌مند می‌شود. . این سرویس با ارائه فیلم‌ها برای فروش کسب درآمد می‌کند و انتخاب عناوین ارائه شده به صورت رایگان به مشتریان داده می‌شود. حرکتی که خشم برخی از مصرف‌کنندگان در بریتانیا را به دنبال داشت افزایش هزینه‌های اشتراک فیلم‌ها بود. آمازون مانند رقبای خود خواستار انحصار فیلم‌های خود است. اخیراً آمازون به مجوز HBO در ایالات متحده دست یافته است.
در آوریل ۱۸، ۲۰۱۶، آمازون اعلام کرد که دسترسی به اشتراک این سرویس در ایالات متحده برای اشتراک ماهانه $۸٫۹۹ است.

## تاریخچه
این سرویس خدمات خود را از ۷ سپتامبر ۲۰۰۶ با نام Unbox آغاز کرده است. و از اوت ۲۰۱۴ دسترسی برای دانلود و خریداری فوری ویدئوها فراهم شد. علاوه بر این در ماه نوامبر سال ۲۰۱۳ آمازون نمایش کمدی آلفا هوس و بتاها به‌طور انحصاری از طریق سرویس ویدئویی انتشار داد.

## تولیدات اورجینال
از تولیدات اورجینال این شبکه می‌توان به سریال‌های پسران، تیک، شکست ناپذیر،فضای گسترده، محدوده بیرونی و فیلم‌هایی چون بورات ۲ اشاره کرد.